# Brachyscome goniocarpa
Brachyscome goniocarpa là một loài thực vật có hoa trong họ Cúc. Loài này được Sond. & F.Muell. mô tả khoa học đầu tiên năm 1853.